# Білокам'яна (станція)
Білокам'яна — вузлова залізнична станція Малого кільця Московської залізниці у Москві. Побудована в 1908 році, отримала описову назву, призначену залучати туристів.
Входить до Московсько-Курського центру організації роботи залізничних станцій ДЦС-1 Московської дирекції управління рухом. За основним застосуванням є проміжною, за обсягом роботи віднесена до 4 класу.
На станції розташовано зупинний пункт електропоїздів Московського центрального кільця. Станція була відкрита для пасажирів 10 вересня 2016 року разом з відкриттям МЦК.

## Опис
Розташовується на території природного національного парку «Лосиний Острів». Використовується для відстою, запасу і резерву вагонів. Вантажну роботу веде маневровий локомотив зі станції Ростокіно.
Має 9 колій, в тому числі 2 головних, 5 приймальних, 2 уловлюючих тупика, 21 стрілочний перевід.
Біля станції практично немає підприємств, на відміну від інших станцій МК МЗ. Від станції відходять колії до бази ВАТ «Арсенал-59» на мизі Раєво, на завод «Червоний богатир» (занедбана і нині повністю розібрана), до заводу ВАТ «Російський продукт».
У 2013 році станція обслуговувала двох вантажоодержувачів: Центральне сховище Банку Росії (спецперевезення) і ЗАТ «Торз» (гранітний та вапняний щебінь).
У північній горловини станції залізничні колії проходять по Абрамцевському шляхопроводу над Абрамцевською просікою. 

Над південною горловиною станції знаходиться Лосиноострівський шляхопровід Лосиноострівської вулиці.